# Nhân trần
Nhân trần, các tên gọi khác: hoắc hương núi, chè nội, chè cát, tuyến hương lam (danh pháp hai phần: Adenosma glutinosum) là một loài thực vật hiện được APG II và GRIN phân loại là thuộc họ Mã đề (Plantaginaceae), mặc dù một số tài liệu vẫn còn coi nó thuộc họ Huyền sâm (Scrophulariaceae)

## Danh pháp đồng nghĩa
- Gerardia glutinosa L., 1753
- Adenosma grandiflorum Benth. ex Hance,1872 = Adenosma grandiflora[5]
- Adenosma glutinosum Merr., 1917 = Adenosma glutinosa
- Digitalis sinensis Lour., 1790
- Pterostigma grandiflorum Benth., 1846
- Pterostigma rubiginosum Walp., 1843
- Spathestigma glutinosum Hook. & Arn., 1837

Khi gộp cả Adenosma caeruleum thì các danh pháp sau cũng là đồng nghĩa:
- Adenosma caeruleum R.Br., 1810 = Adenosma caerulea R.Br., 1810
- Adenosma glutinosum var. caeruleum (R.Br.) P.C.Tsoong, 1974 = Adenosma glutinosa var. caerulea (R.Br.) P.C.Tsoong, 1974
- Adenosma villosum Benth., 1831 = Adenosma villosa Benth., 1831
- Herpestis lanuginosa Blume, 1826
- Pterostigma stricta Griff., 1854
- Pterostigma villosum Benth., 1835
- Stemodia coerulea (R.Br.) Benth., 1846
- Stemodiacra coerulea (R.Br.) Kuntze, 1891
- Stoechadomentha coerulea (R.Br.) Kuntze, 1891

## Đặc điểm
Cây thân thảo, cao 0,3–1 m, thân cây mọc thẳng, cây đơn hay phân cành, nhánh, lá phía dưới mọc đối, lá phía trên có khi mọc cách, phiến lá hình trứng nhọn, mép răng cưa thưa, cuống lá ngắn 3–15 mm. Cụm hoa mọc ở kẽ lá hoặc xếp thành chùm, hình bông, dài 30–40 cm. Tràng hoa màu tía hay lam, chia 2 nở thành 4 van, trong nhiều hạt nhỏ. Lá mùi thơm, vị cay, hơi đắng. Mùa hoa quả tháng 4-9.

## Phân bố
Sinh sống tại các khu vực ẩm ướt sườn đồi núi, cận kề các khoảng rừng thưa trên các độ cao từ 300-2.000 m. Phân bố tại Trung Quốc (các tỉnh Phúc Kiến, Quảng Tây, Hải Nam, Giang Tây, Vân Nam), Campuchia, Ấn Độ, Indonesia, Lào, Malaysia, Thái Lan, Việt Nam, Australia và các đảo thuộc châu Đại Dương.

### Ở Việt Nam
Cây nhân trần mọc hoang vùng đồi núi, bờ ruộng, bãi đất trống, có thể gieo trồng bằng hạt. Trong cây nhân trần có tinh dầu như cineol và flavonoit. Công dụng thường dùng làm nước uống hàng ngày thay chè, vối.

## Lưu ý
Không nhầm lẫn nhân trần với nhân trần hao (Artemisia capillaris Thunb., 1784), một loài thuộc chi Ngải (Artemisia) của họ Cúc (Asteraceae), có công dụng tương tự.